# Aptychotrema
Aptychotrema és un gènere de peixos de la família dels rinobàtids.

## Taxonomia
- Aptychotrema rostrata  (Shaw, 1794)
- Aptychotrema bougainvillii (Müller & Henle, 1841)
- Aptychotrema timorensis (Last, 2004)
- Aptychotrema vincentiana (Haacke, 1885)[2][3]